# 理查德·阿努斯凯维奇
理查德·阿努斯凯维奇（英語：Richard Anuszkiewicz，/ˌɑːnəsˈkeɪvɪtʃ/；1930年5月23日—2020年5月19日），美國畫家，代表作《發光》（1965）。他所創色彩浸潤法與規整的幾何圖形對硬邊藝術曾產生直接影響。